# العلاقات الأوكرانية الزيمبابوية
العلاقات الأوكرانية الزيمبابوية هي العلاقات الثنائية التي تجمع بين أوكرانيا وزيمبابوي.

## مقارنة بين البلدين
هذه مقارنة عامة ومرجعية للدولتين:
| وجه المقارنة                                              | أوكرانيا                                   | زيمبابوي |
| --------------------------------------------------------- | ------------------------------------------ | --- |
| المساحة (كم2)                                             | 603.63 ألف                                 | 390.76 ألف |
| عدد السكان (نسمة)                                         | 45.55 مليون                                | 16.53 مليون |
| الكثافة السكانية (ن./كم²)                                 | 75.46                                      | 42.3 |
| العاصمة                                                   | كييف                                       | هراري |
| اللغة الرسمية                                             | اللغة الأوكرانية                           | لغة إنجليزية، اللغة الشونا، النديبيلية الشمالية ‏، لغة الشيشيوا، Barwe ‏، Kalanga language ‏، Tshwa language ‏، النداو ‏، اللغة التسونجا، لغة الإشارة الزيمبابوية ‏، اللغة السوتية، تونغا ‏، اللغة التسوانية، اللغة الفيندية، اللغة الكوسية |
| العملة                                                    | هريفنا أوكرانية، كاربوفانيتس، روبل سوفييتي | دولار أمريكي |
| الناتج المحلي الإجمالي (بليون دولار)                      | 112.15 مليار                               | 17.85 مليار |
| الناتج المحلي الإجمالي (تعادل القوة الشرائية) بليون دولار | 352.98 مليار                               | 27.88 مليار |
| الناتج المحلي الإجمالي الاسمي للفرد دولار أمريكي          | 2.11 ألف                                   | 924 |
| الناتج المحلي الإجمالي للفرد دولار أمريكي                 | 8.66 ألف                                   | 1.79 ألف |
| مؤشر التنمية البشرية                                      | 0.747                                      | 0.509 |
| رمز المكالمات الدولي                                      | +380                                       | +263 |
| رمز الإنترنت                                              | .ua، .укр ‏                                 | .zw |
| المنطقة الزمنية                                           | ت ع م+02:00، ت ع م+03:00، توقيت شرق أوروبا | ت ع م+02:00 |

## منظمات دولية مشتركة
يشترك البلدان في عضوية مجموعة من المنظمات الدولية، منها:
| علم المنظمة | اسم المنظمة                               | تاريخ انضمام أوكرانيا | تاريخ انضمام زيمبابوي |
| ----------- | ----------------------------------------- | --------------------- | --------------------- |
|             | مؤسسة التنمية الدولية                     | 27 مايو 2004          | 29 سبتمبر 1980        |
|             | الأمم المتحدة                             | 24 أكتوبر 1945        | 25 أغسطس 1980         |
|             | منظمة التجارة العالمية                    | 16 مايو 2008          | ?                     |
|             | منظمة الشرطة الجنائية الدولية             | ?                     | ?                     |
|             | المركز الدولي لتسوية المنازعات الاستشارية | 7 يوليو 2000          | 19 يونيو 1994         |
|             | الاتحاد الدولي للاتصالات                  | 7 مايو 1947           | 10 فبراير 1981        |
|             | الفريق المعني برصد الأرض                  | ?                     | ?                     |
|             | البنك الدولي للإنشاء والتعمير             | 3 سبتمبر 1992         | 29 سبتمبر 1980        |
|             | الاتحاد البريدي العالمي                   | ?                     | ?                     |
|             | منظمة حظر الأسلحة الكيميائية              | ?                     | ?                     |
|             | مؤسسة التمويل الدولية                     | 18 أكتوبر 1993        | 29 سبتمبر 1980        |
|             | وكالة ضمان الاستثمار متعدد الأطراف        | 19 يوليو 1994         | 10 أبريل 1992         |
|             | يونسكو                                    | 12 مايو 1954          | 22 سبتمبر 1980        |

## وصلات خارجية
- موقع وزارة الخارجية الأوكرانية
- موقع وزارة الخارجية الزيمبابوية